# Bulinus canescens
Bulinus canescens је пуж из реда Hygrophila и фамилије Planorbidae. 

## Угроженост
Ова врста је наведена као последња брига, јер има широко распрострањење и честа је врста.

## Распрострањење
Ареал врсте је ограничен на мањи број држава. Врста је присутна у ДР Конгу и Анголи. Присуство у Замбији је непотврђено.

## Станиште
Станишта врсте су речни екосистеми и слатководна подручја. 